# (2274) Ehrsson
(2274) Ehrsson est un astéroïde de la ceinture principale.

## Description
(2274) Ehrsson est un astéroïde de la ceinture principale. Il fut découvert le 2 mars 1976 à l'observatoire Kvistaberg par Claes-Ingvar Lagerkvist. Il présente une orbite caractérisée par un demi-grand axe de 2,41 UA, une excentricité de 0,23 et une inclinaison de 2,2° par rapport à l'écliptique.

## Compléments